# Dorottya Szilágyi
Dorottya Szilágyi (Eger, 10 novembre 1996) è una pallanuotista ungherese.
Ha vinto la Coppa LEN nel 2018 e la Lega del Danubio nel 2021 giocando per il Dunaújvárosi FVE.